# Borrowash
Borrowash est un village du Derbyshire, en Angleterre.